# Livarot-Pays-d’Auge
Livarot-Pays-d’Auge ist eine französische Gemeinde mit 6.183 Einwohnern (Stand: 1. Januar 2022) im Département Calvados in der Region Normandie. Sie gehört zum Arrondissement Lisieux und zum Kanton Livarot-Pays-d’Auge. Die Gemeinde wird vom Fluss Vie durchquert, an der südöstlichen Gemeindegrenze verläuft sein Zufluss Monne.
Die Gemeinde entstand im Zuge einer Gebietsreform zum 1. Januar 2016 durch die Fusion von 22 ehemaligen Gemeinden, die nun Ortsteile von Livarot-Pays-d’Auge darstellen. Livarot fungiert dabei als „übergeordneter Ortsteil“ als Verwaltungssitz.

## Gliederung
| Ortsteil                      | ehemaliger INSEE-Code | Fläche (km²) | Einwohnerzahl (2016) |
| ----------------------------- | --------------------- | ------------ | -------------------- |
| Auquainville                  | 14028                 | 09,56        | .0302                |
| Les Autels-Saint-Bazile       | 14029                 | 05,53        | .0050                |
| Bellou                        | 14058                 | 07,39        | .0138                |
| Cerqueux                      | 14148                 | 05,66        | .0084                |
| Cheffreville-Tonnencourt      | 14155                 | 07,72        | .0301                |
| La Croupte                    | 14210                 | 03,45        | .0119                |
| Familly                       | 14259                 | 10,71        | .0120                |
| Fervaques                     | 14265                 | 10,67        | .0741                |
| Heurtevent                    | 14330                 | 05,86        | .0195                |
| Livarot (Verwaltungssitz)     | 14371                 | 12,09        | 2.069                |
| Le Mesnil-Bacley              | 14414                 | 04,47        | .0199                |
| Le Mesnil-Durand              | 14418                 | 09,86        | .0307                |
| Le Mesnil-Germain             | 14420                 | 08,67        | .0268                |
| Meulles                       | 14429                 | 16,29        | .0366                |
| Les Moutiers-Hubert           | 14459                 | 08,13        | .0040                |
| Notre-Dame-de-Courson         | 14471                 | 19,40        | .0376                |
| Préaux-Saint-Sébastien        | 14518                 | 03,72        | .0038                |
| Sainte-Marguerite-des-Loges00 | 14615                 | 10,85        | .0185                |
| Saint-Martin-du-Mesnil-Oury   | 14633                 | 04,78        | .0111                |
| Saint-Michel-de-Livet         | 14634                 | 04,74        | .0167                |
| Saint-Ouen-le-Houx            | 14638                 | 05,21        | .0088                |
| Tortisambert                  | 14696                 | 06,07        | .0128                |

## Sehenswürdigkeiten
| - Auquainville: - Kirche Notre-Dame, Monument historique - Kirche Saint-Aubin, Monument historique - Herrenhäuser - Bellou: - Kirche Notre-Dame - Herrenhaus, Monument historique - Cerqueux: - Kirche Saint-Pierre - Cheffreville-Tonnencourt: - Kirche L’Assomption-de-Notre-Dame - Herrenhaus, Monument historique - Friedhofskreuz, Monument historique - Familly: - Kirche Saint-Jean-Baptiste - Fervaques: - Kirche Saint-Germain, Monument historique - Schloss Fervaques, Monument historique - Herrenhaus, Monument historique - Heurtevent: - Kirche Saint-Jacques, Monument historique - Herrenhäuser | - La Croupte: - Kirche Saint-Martin, Monument historique - Le Mesnil-Bacley: - Kirche Saint-Pierre - Kapelle Notre-Dame - Käsereien, Monument historique - Le Mesnil-Durand: - Kirche Saint-André, Monument historique - Le Mesnil-Germain: - Kirche Saint-Jean-Baptiste - Herrenhaus, Monument historique - Kapelle Saint-Laurent - Les Autels-Saint-Bazile: - Kirche Saint-Bazile, Monument historique - Les Moutiers-Hubert: - Herrenhaus, Monument historique - Livarot: - Kirche Saint-Ouen, Monument historique - Fabrikgebäude, Monument historique - Menhir | - Meulles: - Kirche Saint-Pierre - Schloss - Notre-Dame-de-Courson: - Kirche Notre-Dame, Monument historique - Kapelle Notre-Dame-de-la-Salette - Préaux-Saint-Sébastien: - Kirche Saint-Sébastien, Monument historique - Schloss Préaux-Saint-Sébastien, Monument historique - Sainte-Marguerite-des-Loges: - Kirche Sainte-Marguerite, Monument historique - Herrenhäuser - Saint-Martin-du-Mesnil-Oury: - Kirche Saint-Martin, Monument historique - Schloss Saint-Martin-du-Mesnil-Oury - Saint-Michel-de-Livet: - Kirche Saint-Michel, Monument historique - Herrenhaus, Monument historique - Schloss - Saint-Ouen-le-Houx: - Kirche Saint-Ouen - Tortisambert: - Kirche Sainte-Trinité - Herrenhaus, Monument historique |

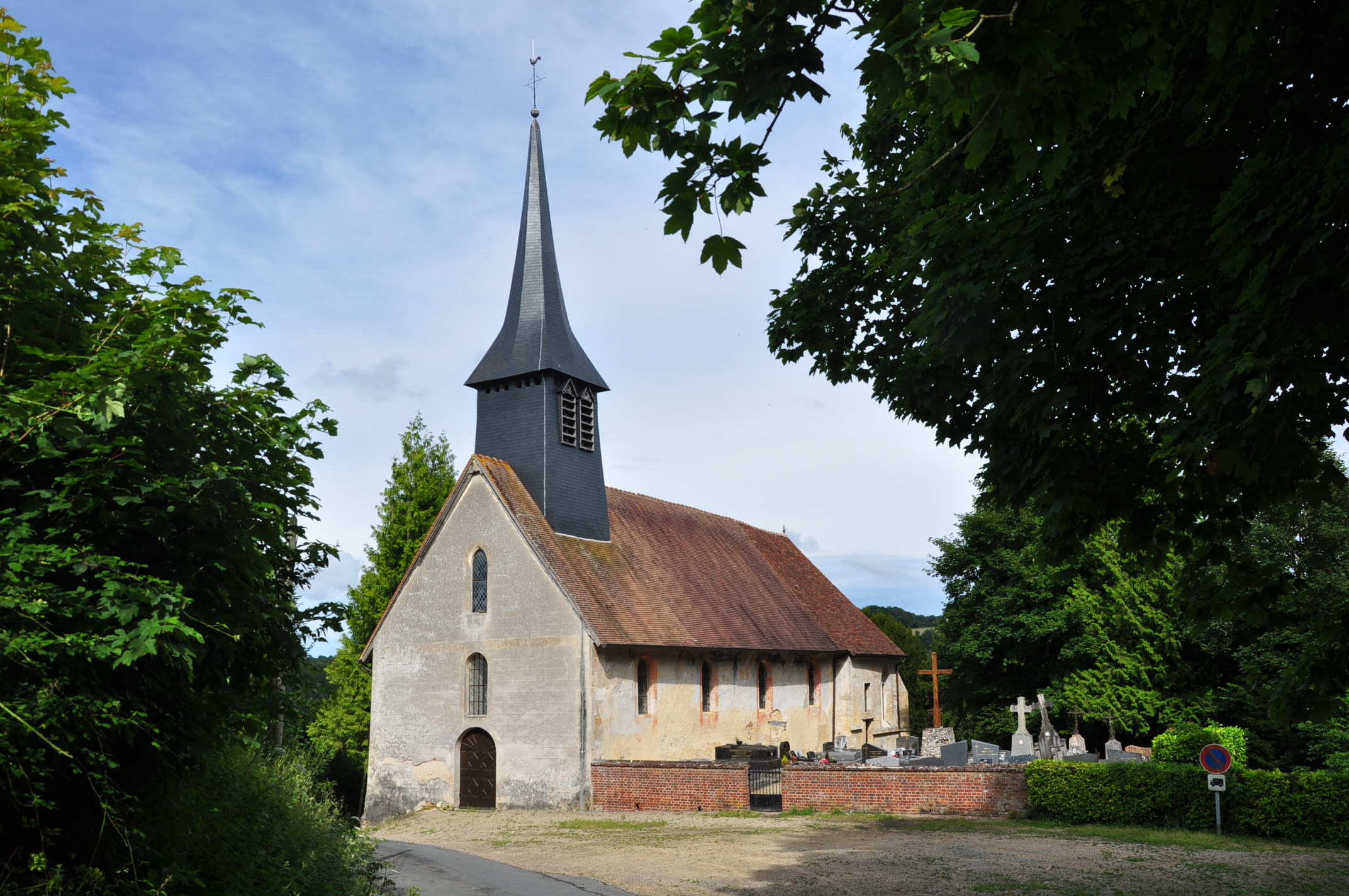
Kirche Notre-Dame in Auquainville
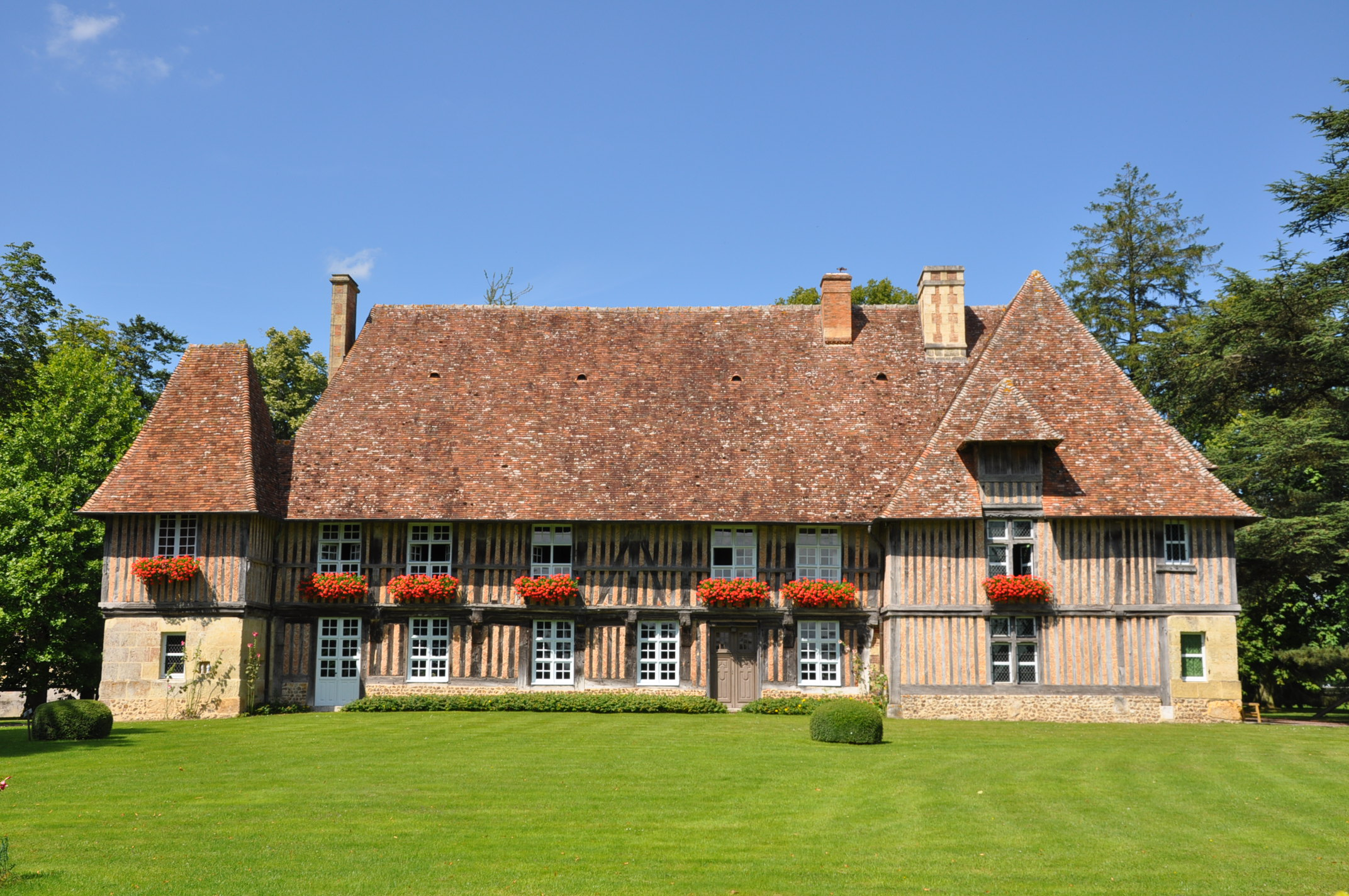
Herrenhaus in Bellou
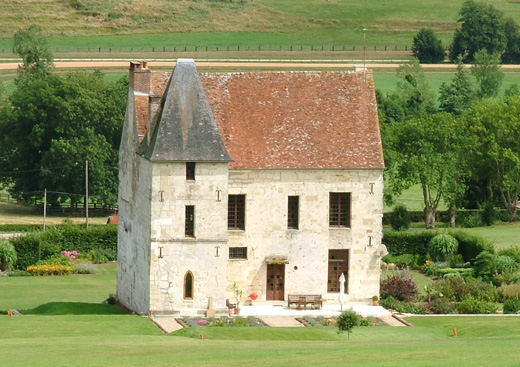
Herrenhaus in Cheffreville-Tonnencourt
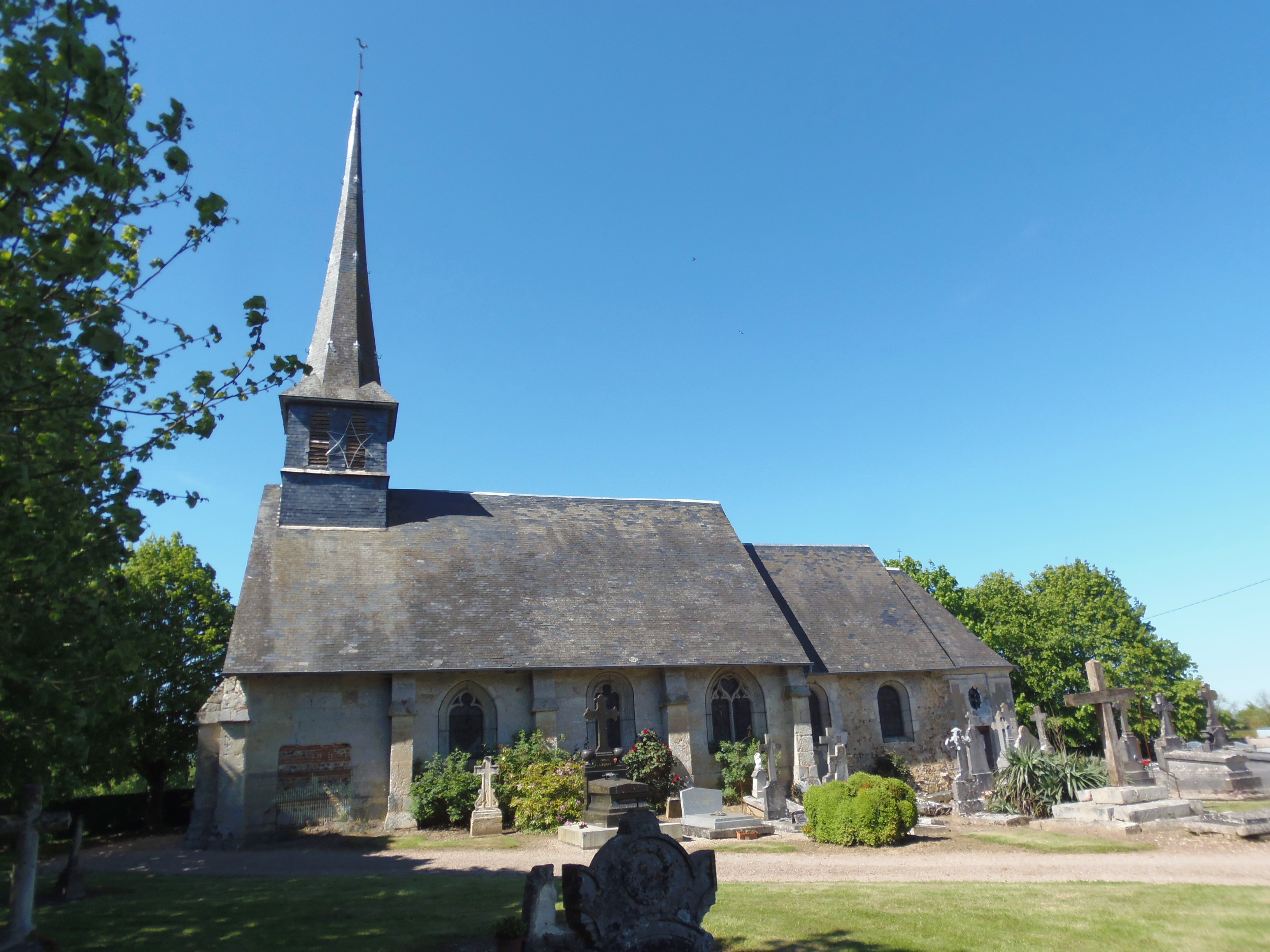
Kirche Saint-Jean-Baptiste in Familly
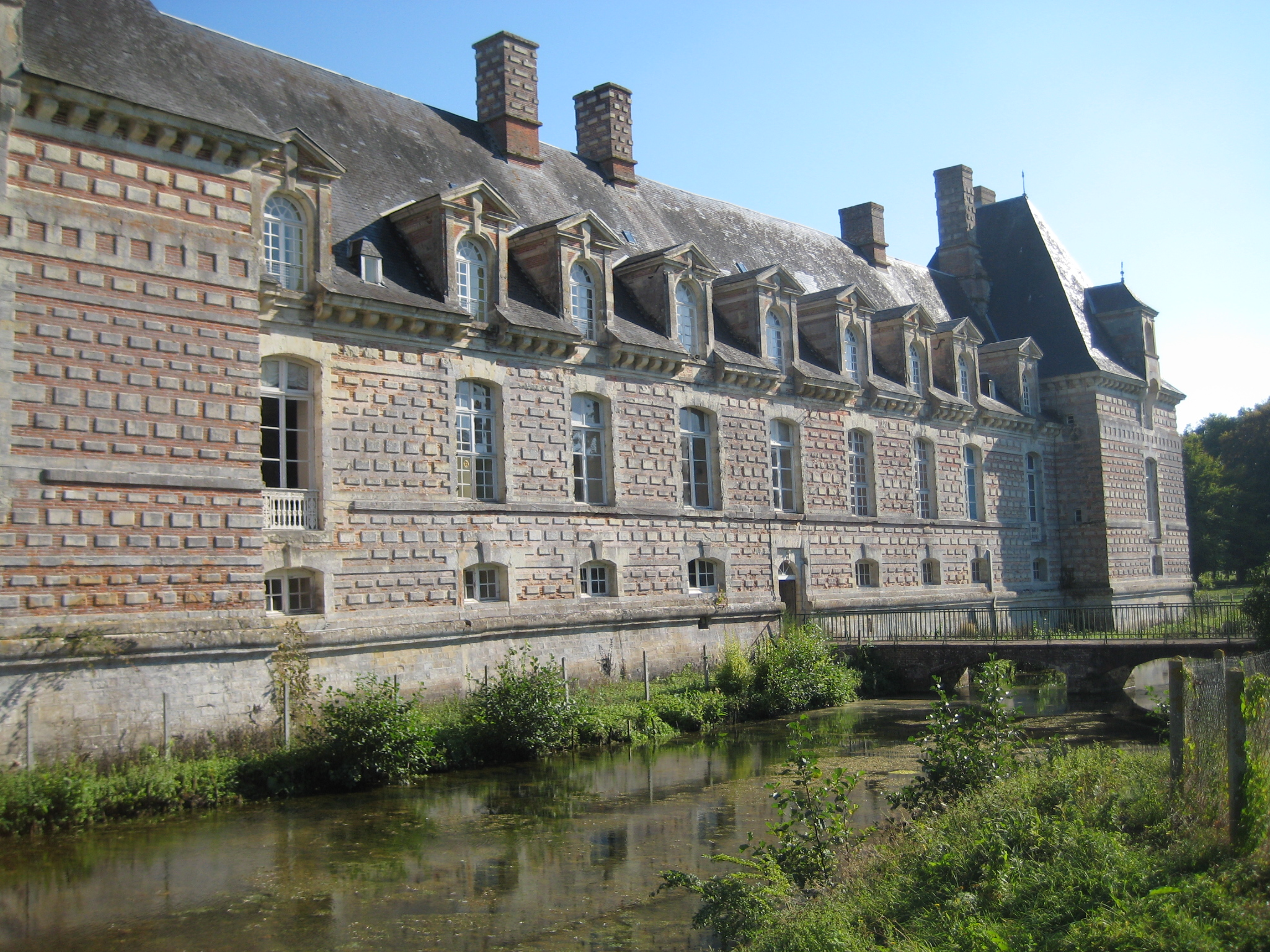
Schloss in Fervaques
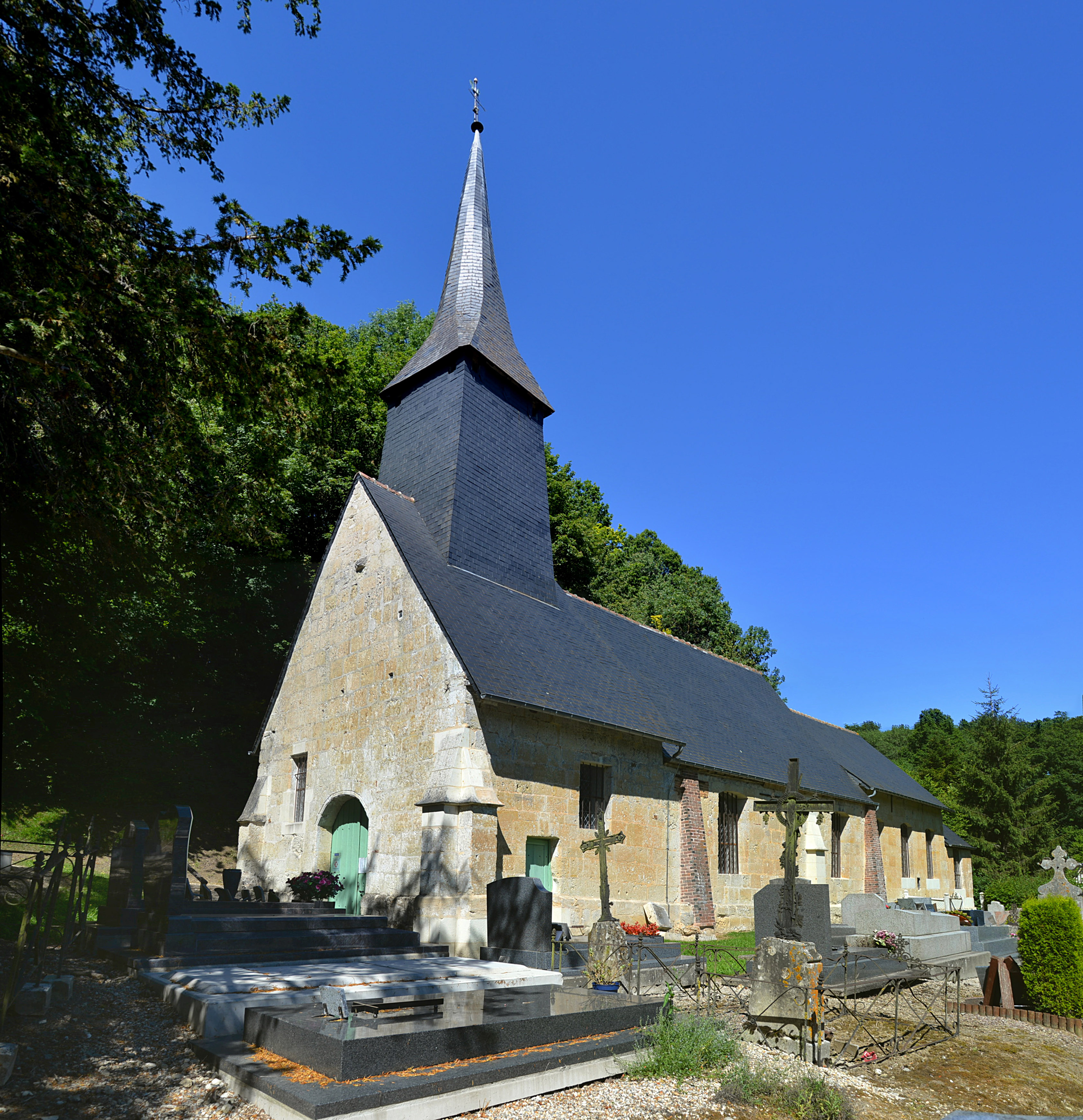
Kirche Saint-Martin in La Croupte
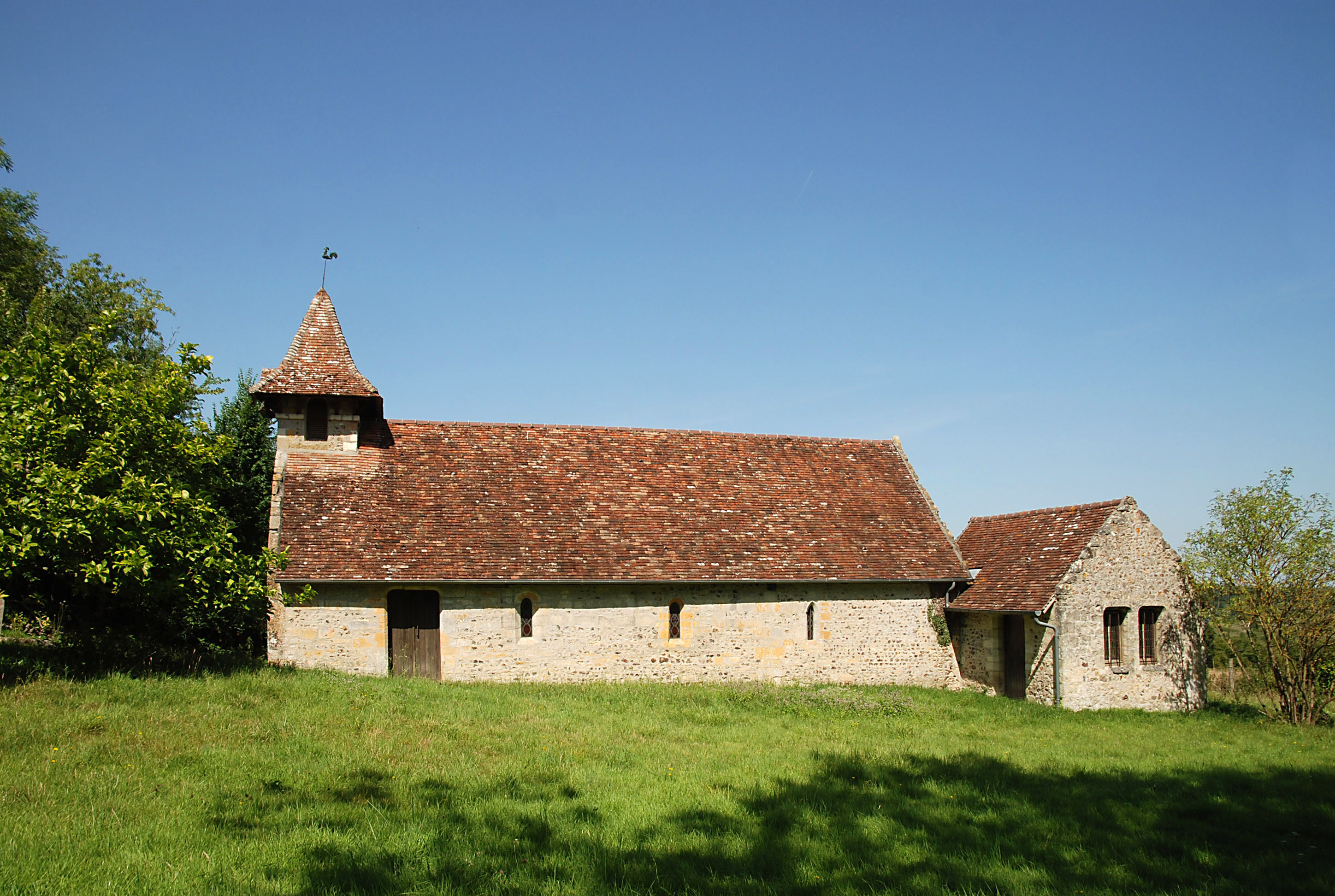
Wegkapelle in Le Mesnil-Bacley
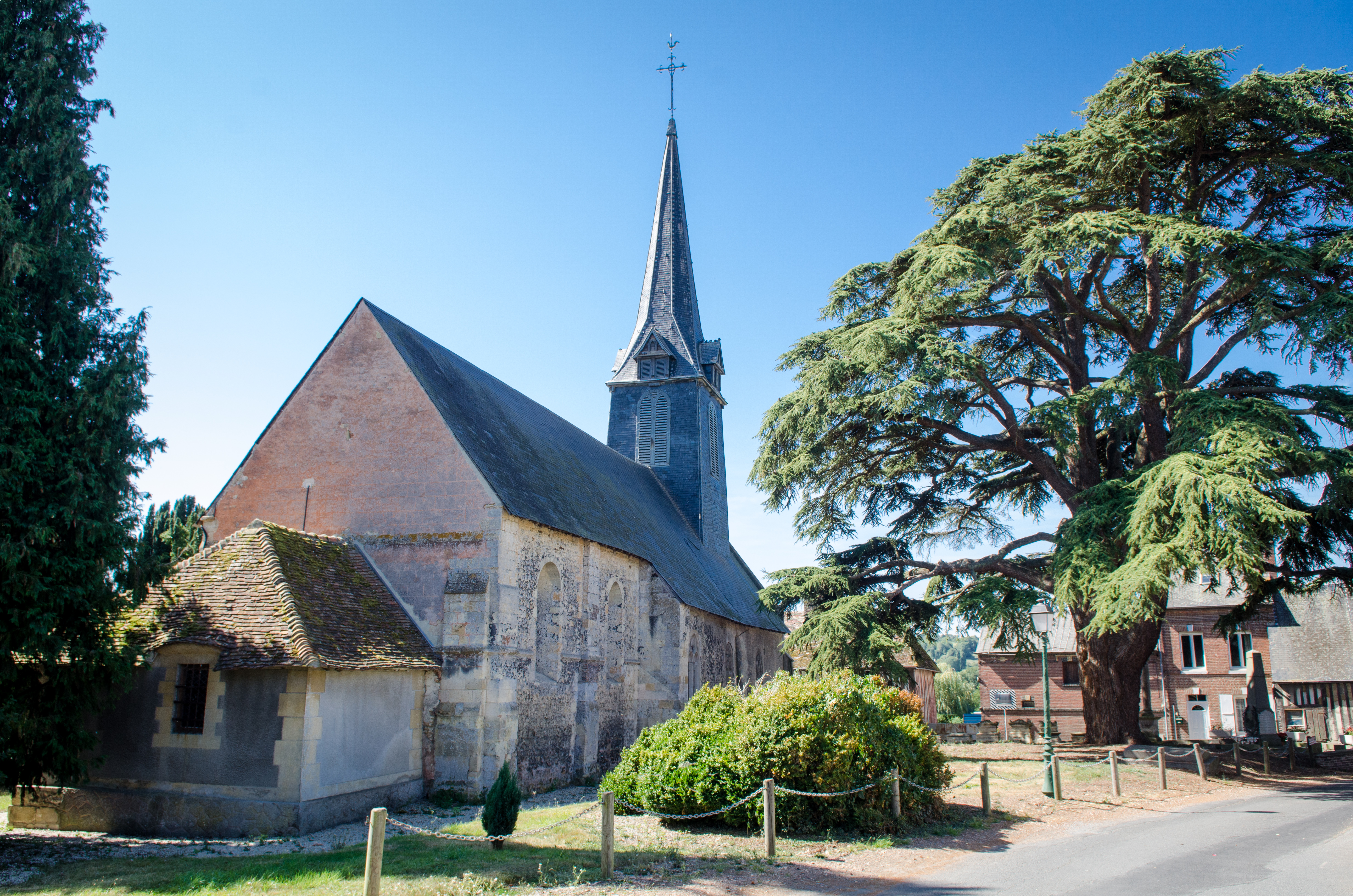
Kirche Saint-André in Le Mesnil-Durand
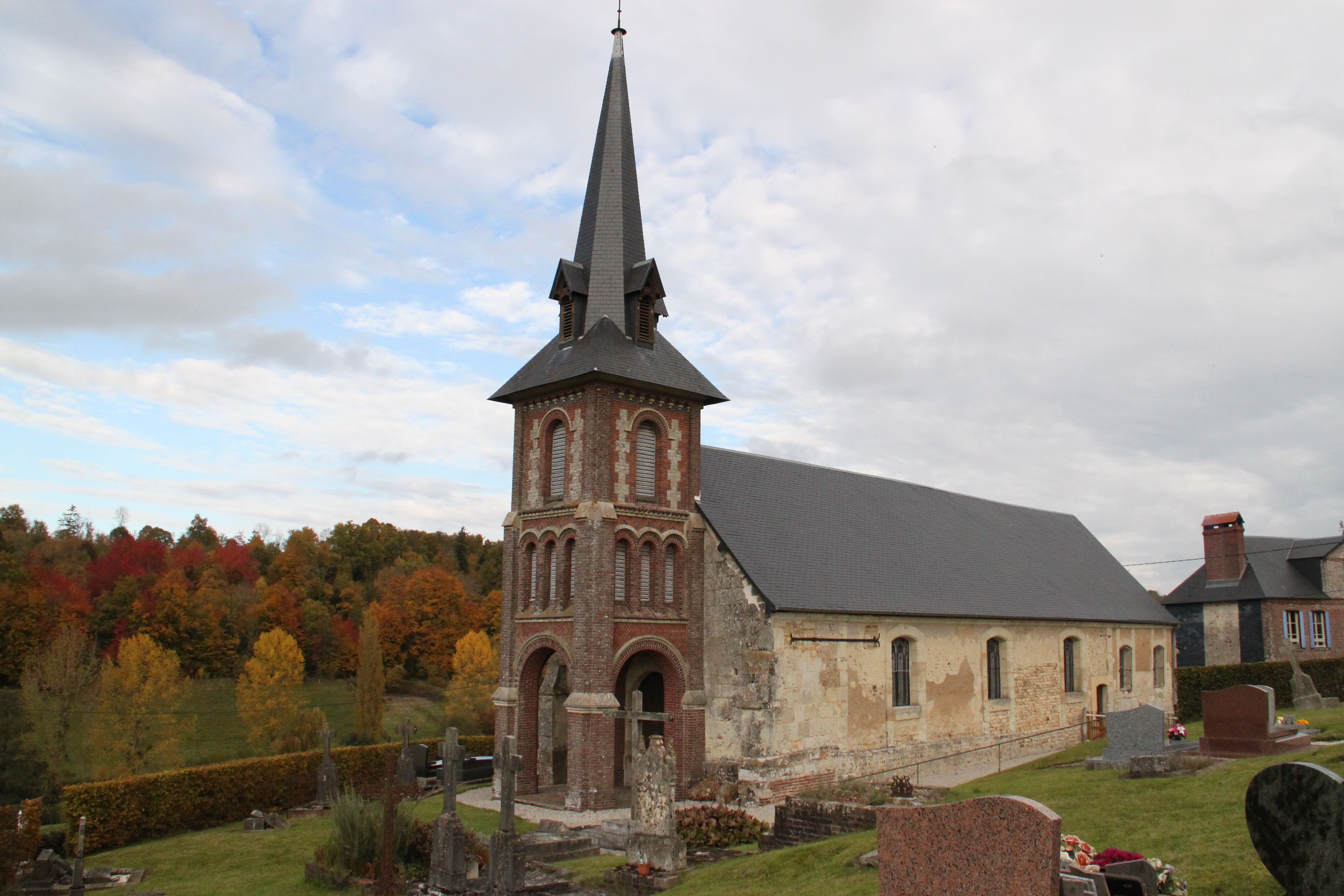
Kirche Saint-Jean-Baptiste in Le Mesnil-Germain
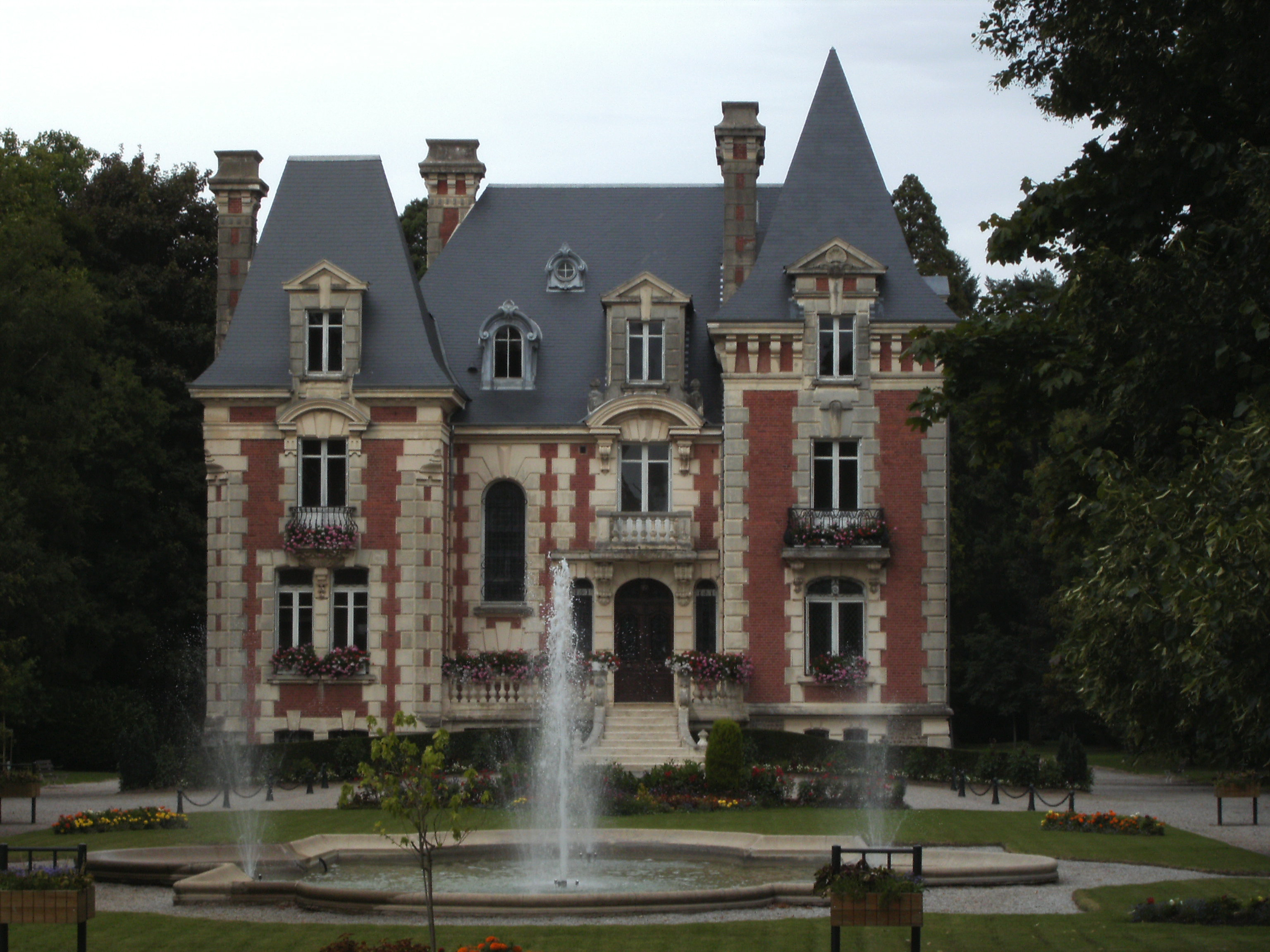
Herrenhaus in Livarot
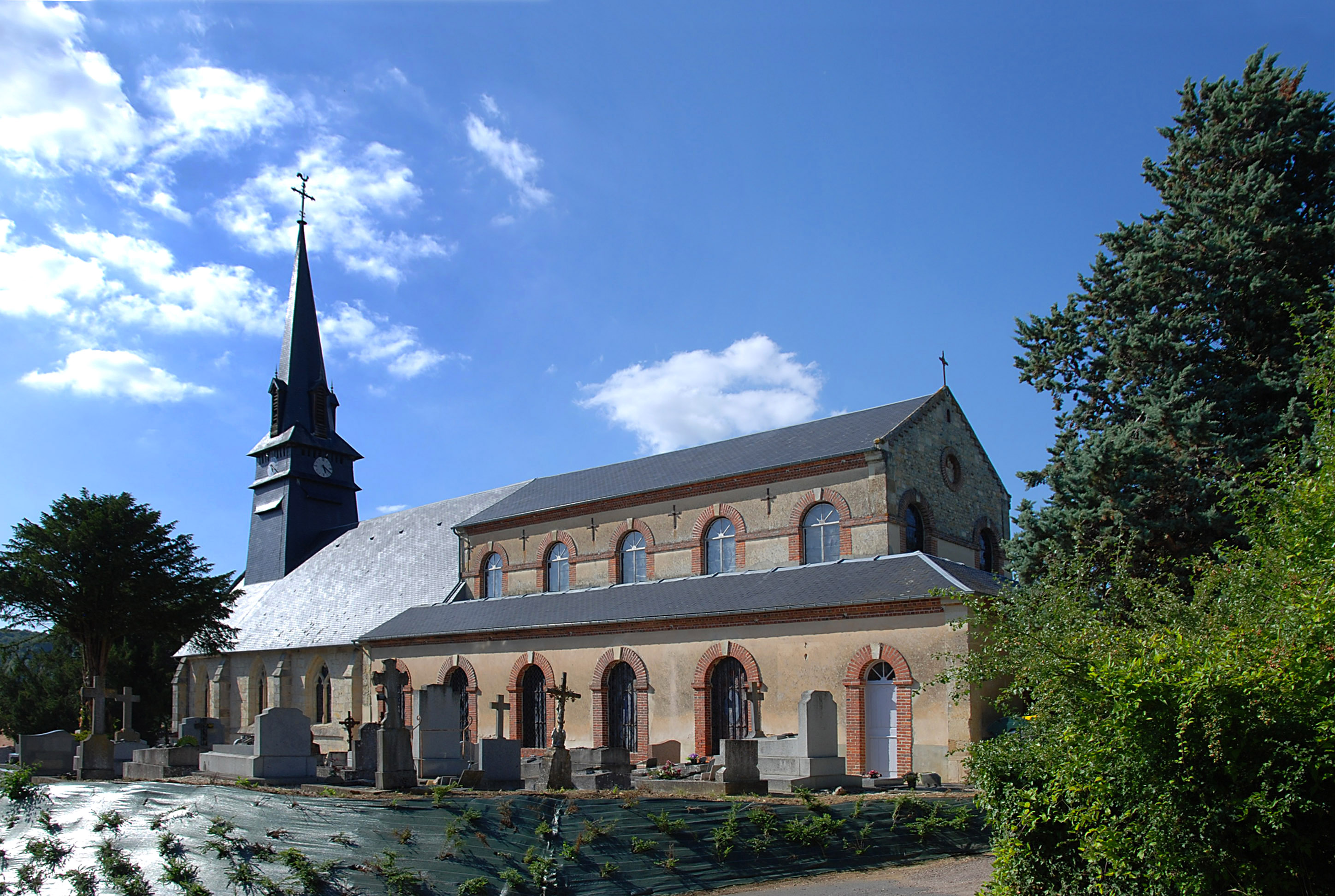
Kirche Notre-Dame in Notre-Dame-de-Courson
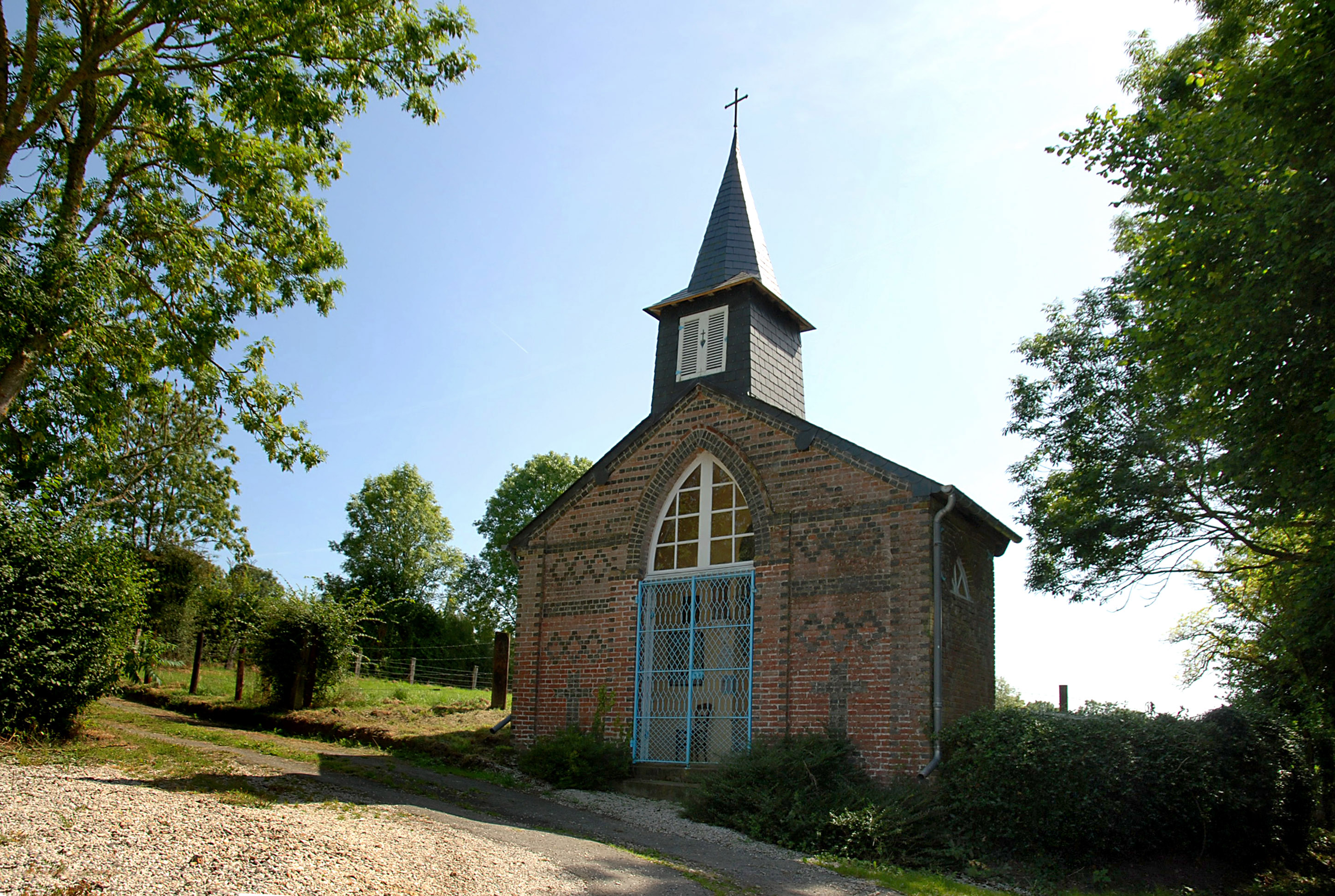
Wegkapelle in Notre-Dame-de-Courson
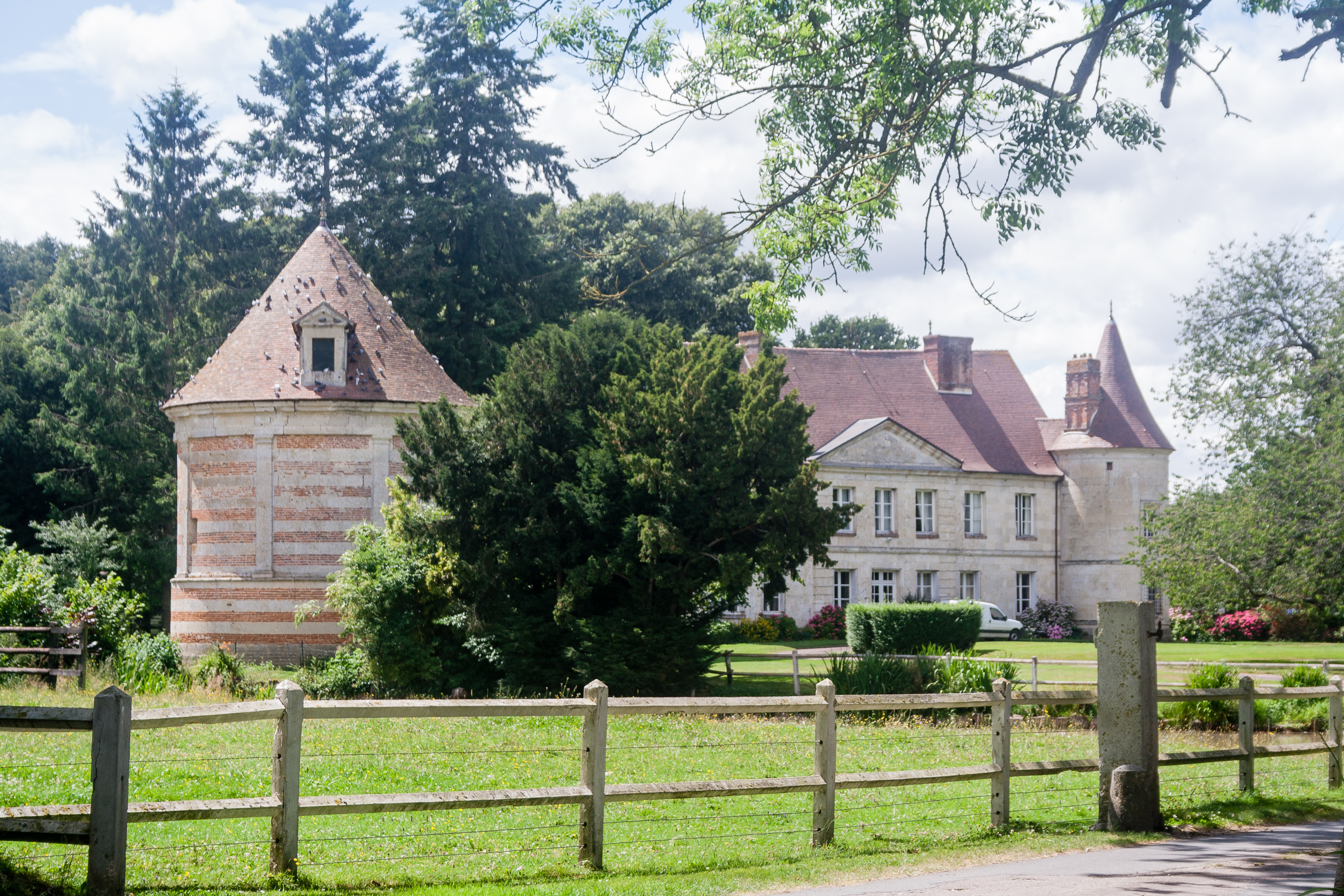
Schloss und Taubenturm in Préaux-Saint-Sébastien
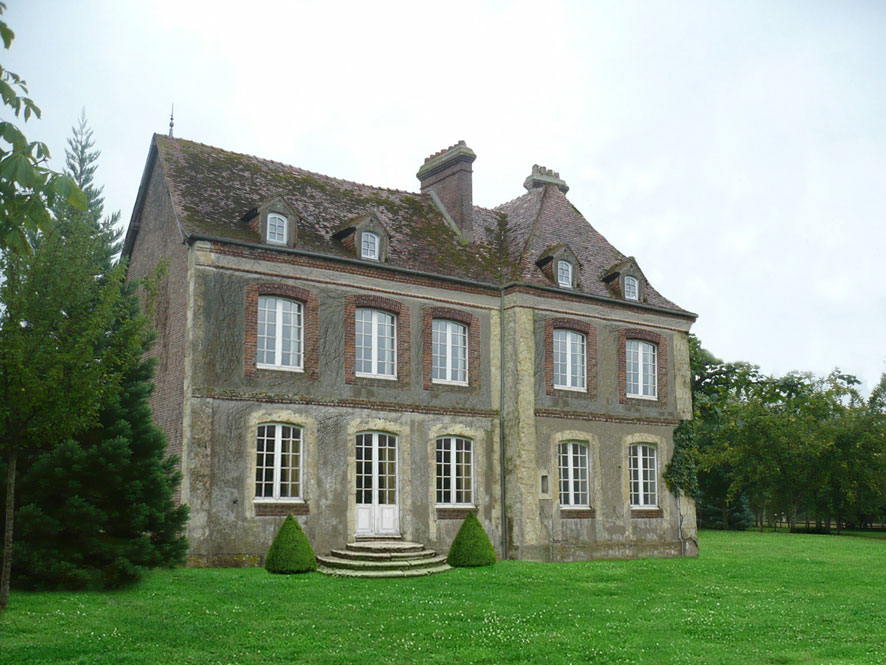
Herrenhaus in Sainte-Marguerite-des-Loges
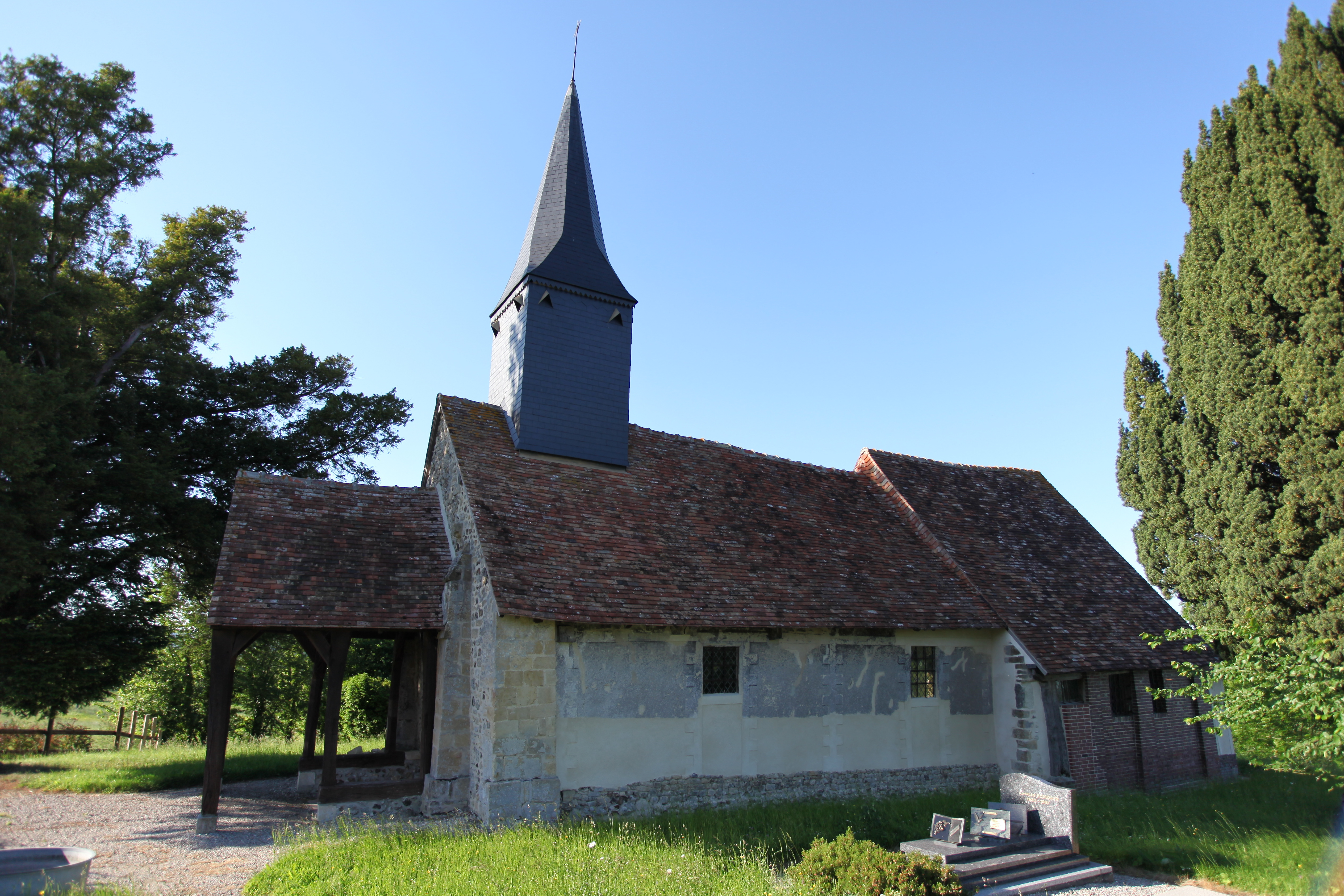
Kirche Saint-Martin in Saint-Martin-du-Mesnil-Oury
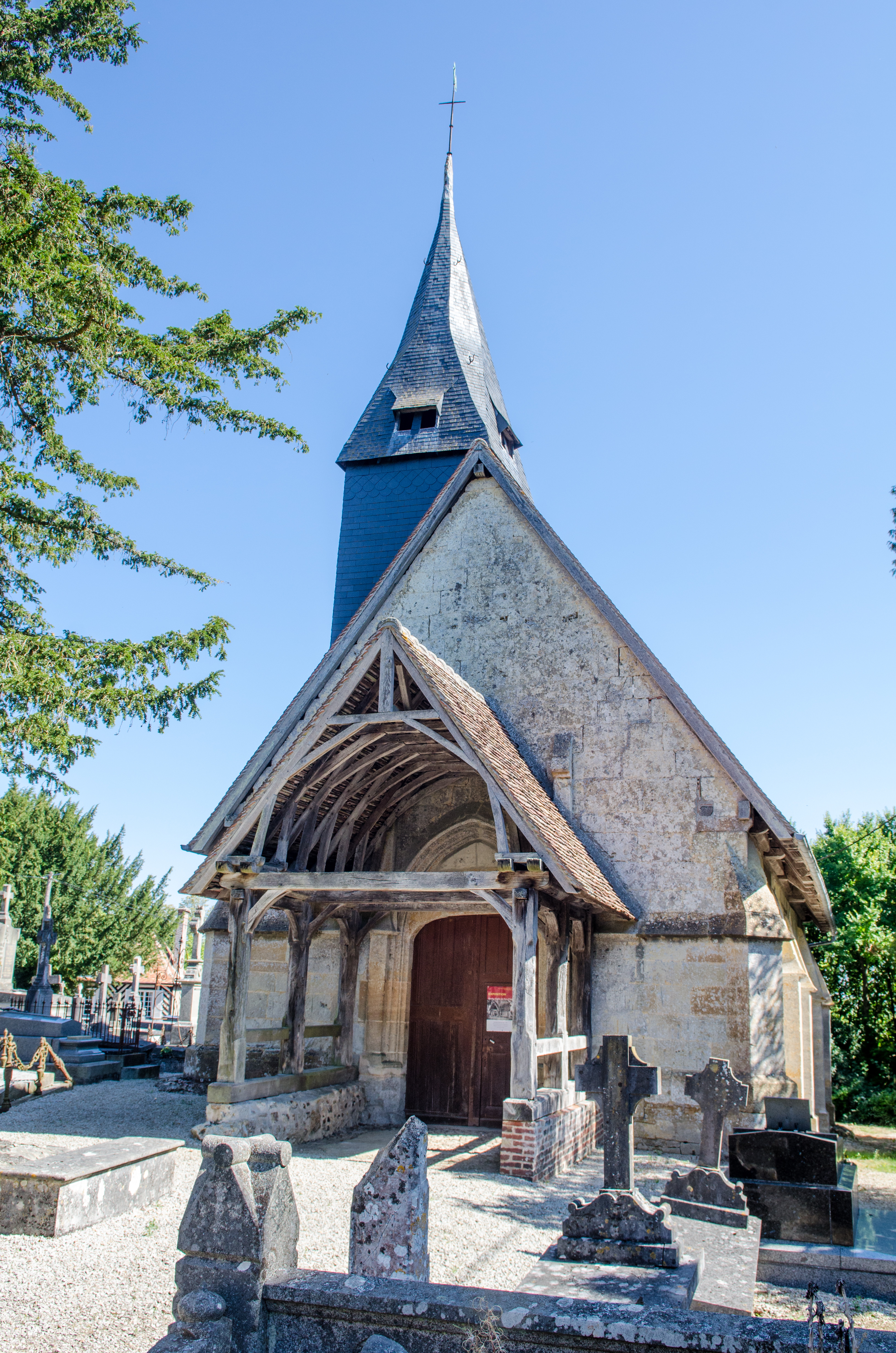
Kirche Saint-Michel in Saint-Michel-de-Livet